# Helena Trexu

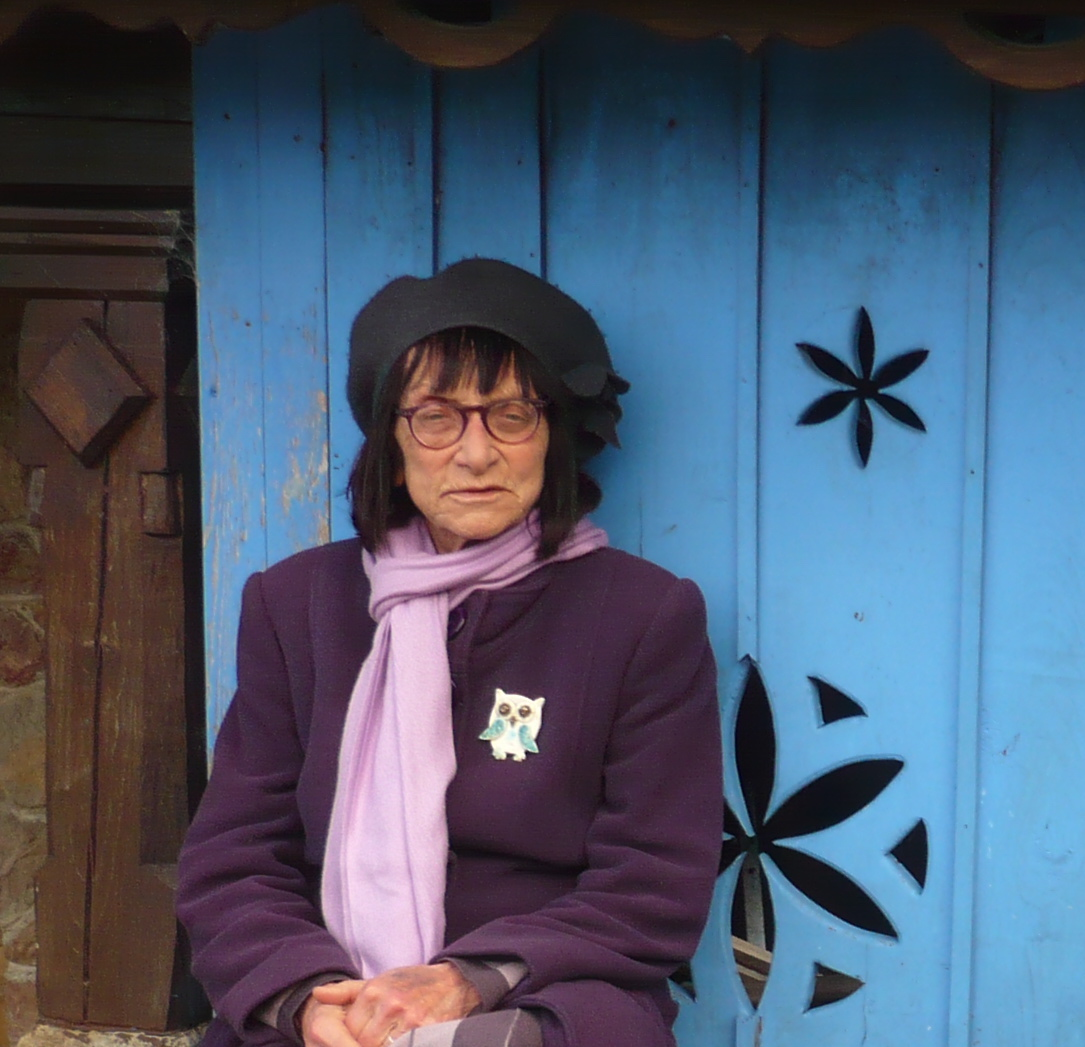
retrato

Cristina Helena Trexu Fombella (Sama de Langreo, 1944) es una escritora ganadora de varios premios literarios. 

## Trayectoria
Vivió en Catalauña donde estudió en el Instituto del Teatro de Barcelona . Trabajó en el teatro de l'Asamblea d'Actors i Directors.
Al regresar a Asturias siguió trabajando especializándose en la  enfermedad de Alzheimer, e iniciando estudios de sicología en la Universidad Nacional de Educación a Distancia (UNED). En 1999 obtuvo el Diploma de Conocimiento de la Academia de la Lengua Asturiana.
Ese mismo año funda la Asociación Cultural Grupu Epona http://www.www.grupuepona.com que organiza cuentacuentos y talleres en asturiano para menores.
También se dedica  a la fotografía.

## Reconocimientos
En 1991 recibió el Premio de Poesía de El Entrego (San Martin del Rey Aurelio, Asturias),  cuatro años después, en 1995, ganó el Premio de Traducción de la Academia de la Llingua Asturiana con el poemario «El caminat y el muro de Salvador Espriu.» Uvieu.
En 2001 ganó el premio de Poesía Vital Aza. Ese mismo año le fue otorgado el Premio ex aequo en el II Concurso de Rellatos de Muyeres, organizado por el Ayuntamiento de Pola de Laviana con el relato «Onde' l riu besa la mar».
Al año siguiente fue reconocida por el premio de Poesía Elvira Castañón por el poemario «Ringleres de carbón y salitre».
En 2007 le fue otorgado el  Premio Asturnet de Relatos Juveniles or el relato «Llara quier ser astrónonma». Al año siguiente le fue también otorgado el Premio en el Certamen Llectures pa rapazos, organizado por la Academia de la Lingua Asturiana por su relato: «Olaya n' África», Asturies, 2008.

### Premio no Literario
En 1998 Trexu además fue reconocida por su labor investigadora con el Premio de FAE (Fundación para el Avance de la Enfermería) por el ensayo Alzheimer:« Un mal a curar en la próxima década», Madrid.

## Obra
- «Camientos, coses, curuxes.» Poemario. 1989.
- «La patria de la piel.» Poemario bilingüe editado por l Asociacion d' Escritores Asturianos/ es, 1991.
- «El secretu la lluvia.» Volumen de relatos editado por Asociacion d' Escritores Asturianos/ es. 1993.
- «El caminate y la muria.» Traducción premiada y editada por la Academia de la Llingua Asturiana, 1995.
- «Onde'l ríu besa la mar.» Relatos. Editorial Grupu Epona.2001
- «Abril.» Poemario Premiu Vital Aza 2001. Editorial Grupu Epona. 2001
- «Rigleres de carbón y salitre.» Poemario.Premio Elvira Castañón 2003. Editorial VTP,
- «Camín davezu.» Novela juvenil. Editorial VTP. 2005.
- «Dos histories d'animales.»Cuentos infantiles. Editorial Madú. 2006.
- «A la gueta setes na seronda.» Cuento infantil. Editorial Asturtoons.2006.
- «Valores en clave femenino.» Tres relatos para adultos, Editorial Grupu Epona. 2006.
- «Mitoloxia asturiana pa rapacinos y rapacines.» Editorial Grupu Epona. 2007.
- «Olaya n' África.» Relato juvenil. Edita la Academia de la Llingua asturiana. 2009.
- «Llara quier ser astroónoma.» Relato juvenil. Editorial Grupu Epona. 2011
- «Poética de Muyeres 2014». Ediciones Epona. 2014.
- «Piedra gris con rellumos doraos.» Ediciones Epona 2022.
- «Víes.» Novela. Ediciones Trabe. 2023.